# Liste der Bischöfe von Carpentras
Die folgenden Personen waren Bischöfe von Carpentras (Frankreich):
- um 439: Constantinus[1]
- 482–529: Julien I.
- 529–536: Principius
- 536–um 540: Heiliger Siffrein
- 541–550: Clément oder Clematius
- um 573: Tétrade
- um 584: Boetius
- um 590: Aufroi I.
- um 604: Georg I.
- um 630: Peter I.
- um 640: Dominique
- um 660: Lizier
- um 664: Paul I.
- um 686: Anastase
- um 702: Innozenz
- um 730: Odoard
- um 747: Aufroi II.
- um 770: Agapit
- um 781: Aimé
- um 791: Antoine
- um 813: Johannes I.
- um 831: Albert
- um 857: Philipp
- um 880: Johannes II.
- um 882: Berenger I.
- um 895: Franz I.
- um 914: Bernard
- um 932: Gui
- um 948–um 990: Ayrard
- 994–1006: Stephan
- um 1035: Matthias
- 1040–1056: Franz II.
- 1056–1066: Jules
- um 1068: Wilhelm I.
- um 1095: Arnold
- um 1120: Gottfried I.
- 1121–1142: Gaspard I.
- 1142–1170: Raimond I.
- um 1173: Guillaume II. de Risole
- um 1175: Pierre II.
- um 1178: Raimbaud
- um 1200: Gottfried II.
- 1211–1218: Guillaume III.
- 1224–1228: Isnard
- um 1230: Bertrand
- 1233–1258: Guillaume IV. Béroard
- 1258–1262: Guillaume V. de Barjols
- 1263–1273: Raimond II. de Barjols
- um 1278: Pierre III. Rostaing
- 1280–1288: Raimond III. de Mazan
- um 1292–1317: Berenger II. de Mazan
- um 1318–um 1328: Eudes
- 1330–um 1345: Hugo
- 1347–1357: Geoffroi III. de Varols
- 1358–1365: Jean III. Roger de Beaufort (Haus Rogier de Beaufort)
- 1365–1375: Jean IV. Flandrini (vermutlich identisch mit Jean III., der den Beinamen „Flandrini“ trug, da er zuvor in Vogt in Lille war)
- 1375–1376: Guillaume VI. de L’Estrange
- 1377–1394: Pierre IV.
- 1399–1406: Jean V.
- 1406–1407: Paul II. Camplon
- 1408–1410: Pierre V. de Luna
- 1411–1415: Louis I. de Fiesque
- um 1420: Charles Le Double
- um August–November 1424: Jacques I. Camplon
- 1426–1446: Sagax de Comitibus
- 1447–1448: Barthélémi Vitelleschi
- 1448–1449: Guillaume VII. Soibert
- 1449–1452: Georges II. d’Ornone
- 1452–um 1474: Michel L’Anglais
- um 1475: Jean VI. de Montmirail
- 1475–1476: Giuliano II. della Rovere
- 1476–1481: Frédéric de Saluces
- 1482–1514: Pierre V. de Valetariis
- 1517–1547: Jacques II. Sadolet
- 1547–1569: Paul III. Sadolet
- 1569–1593: Jacques III. Sacratus
- um 1595–um 1615: Horace Caponi
- 1616–1630: Côme Bardi
- 1630–1657: Alessandro Bichi
- 1657–1661: Louis II. de Fortia de Montréal
- 1662–6. Dezember 1684: Gaspard II. de Vintimille
- 1688–1690: Marcel Durazzo
- 1691–22. April 1710: Laurent Buti
- 1710–1735: François-Marie de Abbatibus
- 1735–6. September 1757: Dominique-Joseph-Malachie d’Inguimbert (Joseph-Dominique d’Inguimbert)
- 12. Dezember 1757–1776: Joseph I. Vignoli
- 16. September 1776–1791: Joseph II. de Beni

2009 wurde das Titularbistum Carpentras eingerichtet.
Am 16. Juni 2016 wurde Emmanuel Gobilliard, Weihbischof in Lyon zum ersten Titularbischof ernannt.